# Aserymus
Aserymus is een geslacht van wantsen uit de familie van de Miridae (Blindwantsen). Het geslacht werd voor het eerst wetenschappelijk beschreven door William Lucas Distant in 1911.

## Soorten
Het genus bevat de volgende soort:

- Aserymus sanguinolentus (Distant, 1904)